# Осташевская (Вохтомское сельское поселение)
Осташевская — деревня в Коношском районе Архангельской области. Входит в состав Вохтомского сельского поселения.

## География
Находится в юго-западной части Архангельской области на расстоянии приблизительно 21 км на север по прямой от административного центра района поселка Коноша на левом берегу речки Вохтомица.

## История
В 1873 году здесь было учтено 7 дворов, в 1905 — 9. Тогда село (Село Куфтыревское или Вехтомский Николаевский погост) входило в Каргопольский уезд Олонецкой губернии.

## Население
Численность населения: 37 человек (1873 год), 50 (1905), 240 (русские 100 %) в 2002 году, 150 в 2010.